# Rhum Khukri
Le rhum Khukri est un rhum brun népalais lancé en 1959.

## Histoire et production
Nepal Distilleries Private Limited a commencé à produire du rhum Khukri en 1959 à Katmandou, au Népal. Au départ, l'entreprise a commencé à distiller de l'alcool à partir d'alambics. Ils sont exposés dans les locaux de son usine et l'entreprise utilise désormais trois colonnes de fractionnement pour la distillation de l'alcool. Distillé à partir de mélasse fermentée, le rhum Khukri est vieilli pendant au moins huit mois dans des cuves en bois. Le producteur revendique plus de 80 % de parts de marché au Népal et dispose de marchés d'exportation au Japon, en Corée du Sud, à Hong Kong, en Italie, aux États-Unis et en Australie.

### Rhum Khukri XXX
Le rhum Khukri XXX (ou simplement appelé rhum Khukri) est la marque phare de la société et a été lancée en 1959. Il a remporté le Gold Award au Festival international du rhum en 2002 au Canada. Il est fabriqué à partir d'eau de source de l'Himalaya. Il est distillé à partir de mélasse fermentée, puis vieilli pendant au moins huit mois, où il obtient une teneur en alcool de 42,8 %,.

### Rhum Coronation Khukri XXX
Coronation Khukri XXX Rum (alias Coronation Khukri et Coronation Khukri Rum ) a été lancé en 1974 pour marquer le couronnement du 12e roi du Népal, Birendra Bir Bikram Shah Dev. La bouteille a la forme d'un poignard Gurkha népalais Kukri. Les bouteilles de rhum Coronation Khukri sont fabriquées à la main et contiennent 375 millilitres de rhum,,,. Le rhum est distillé à partir de mélasse fermentée, vieilli pendant au moins huit mois et a une teneur en alcool de 42,8 %. Coronation Khukri a reçu la médaille d'or : rhum brun en 2006 lors du « Concours international de dégustation de spiritueux de canne à sucre » à Ybor City.

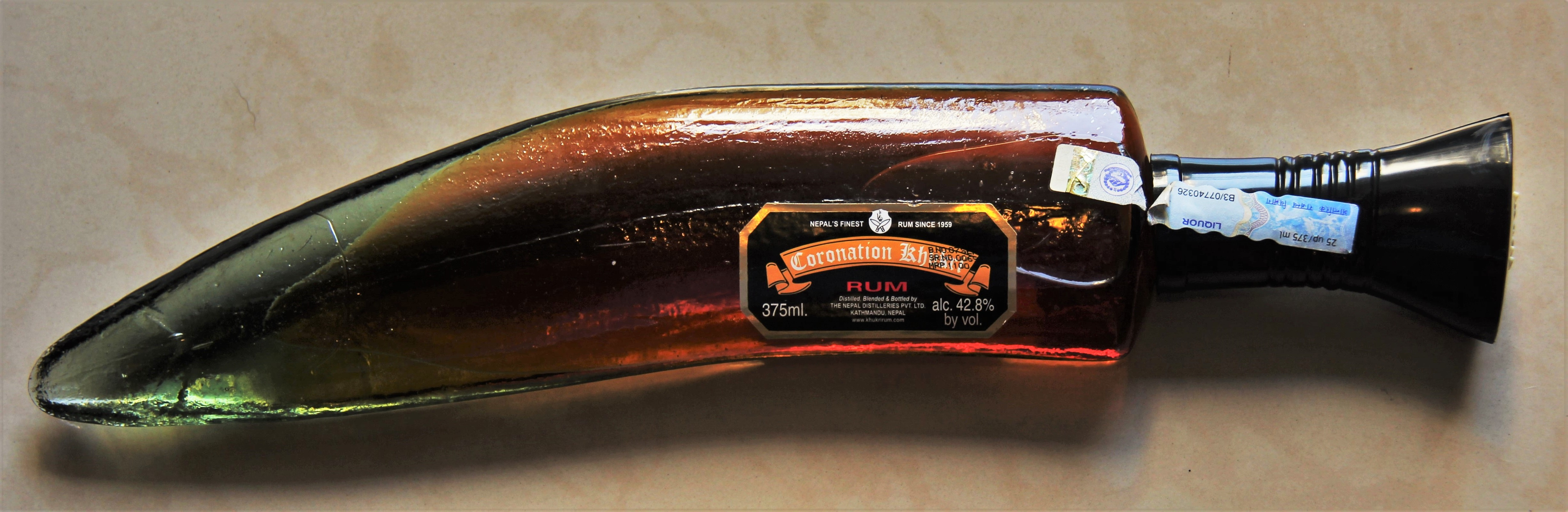
Rhum Coronation Khukri XXX

### Rhum épicé Khukri
Les épices utilisées dans le rhum épicé Khukri sont cueillies à la main dans l'Himalaya et comprennent du clou de girofle, de cardamome et de la cannelle,.